# 大亨小傳 (1926年電影)
《大亨小傳》（英語：The Great Gatsby）是一部1926年美國無聲電影，由赫伯·佈雷農執導。這是第一部改編自法蘭西斯·史考特·費茲傑羅的1925年同名小說的電影。沃納·巴克斯特飾演傑·蓋茲比，洛伊絲·威森飾演Daisy Buchanan。
本片由Famous Players-Lasky公司製作，派拉蒙電影發行。《大亨小傳》現在被認為是散失電影了。

## 演員
- 沃納·巴克斯特 飾 傑·蓋茲比（英语：Jay Gatsby）
- 洛伊絲·威森（英语：Lois Wilson (actress)） 飾 黛西·布卡南（英语：Daisy Buchanan）
- 尼爾·漢密爾頓（英语：Neil Hamilton (actor)） 飾 尼克·卡拉威
- 喬治婭·黑爾（英语：Georgia Hale） 飾 Myrtle Wilson
- 威廉·鮑威爾 飾 George Wilson
- 海爾·漢密爾頓（英语：Hale Hamilton） 飾 Tom Buchanan
- George Nash 飾 Charles Wolf
- 卡梅利塔·格拉蒂（英语：Carmelita Geraghty） 飾 Jordan Baker
- 埃里克·布洛爾（英语：Eric Blore） 飾 Lord Digby
- Gunboat Smith（英语：Gunboat Smith） 飾 Bert
- 克萊爾·惠特尼（英语：Claire Whitney） 飾 Catherine
- Claude Brooke - 小角色（未掛名）
- 南希·凱利 - 未掛名角色

## 外部連結
- YouTube上的The Great Gatsby 1 minute trailer of 1926
- 互联网电影数据库（IMDb）上《The Great Gatsby》的资料（英文）
- AllMovie上《The Great Gatsby》的资料（英文）